# Girlfriend (The Darkness)
Girlfriend is een nummer van The Darkness, uitgebracht op 22 mei 2006 door het platenlabel Atlantic. Het nummer behaalde de 39e positie in de UK Singles Chart.